# Berkhamsted

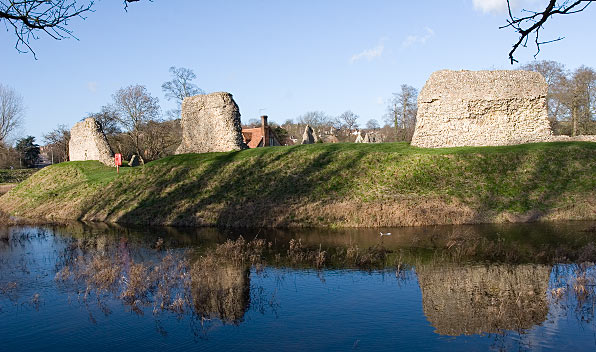
El castillo de Berkhamsted.

Berkhamsted (pronunciado [ˈbɜrkəmstɛd]) es una parroquia civil y un pueblo histórico del distrito de Dacorum, en el condado de Hertfordshire (Inglaterra). Tiene una población estimada, a mediados de 2019, de 18.996 habitantes.
El nombre de la ciudad ha sido escrito de muchas maneras a lo largo de la historia, y la forma actual fue adoptada en 1937. Las formas anteriores incluían Berkhampstead, Muche Barkhamstede, Berkhamsted Magna, Great Berkhamsted y Berkhamstead. La forma más antigua registrada del nombre es el inglés antiguo Beorhoanstadde. El historiador Percy Birtchnell identificó más de 50 diferentes grafías o epítetos desde el Domesday Book. Se cree que el original se refiere a la granja en las colinas (Saxon - bergs). La ciudad es conocida a nivel local y cariñosamente como "Berko".
Hay un castillo en Berkhamsted, cerca de la estación, que fue edificado cerca de 1080 y estaba una real residencia.  Los reyes Enrique II, Enrique III y Ricardo III han todos habitados aquí.  Dos de sus alguaciles fue Thomas Becket y Geoffrey Chaucer.  El castillo fue abandonado en 1495, y es hoy una ruina.
Berkhamsted es la sede del BFI National Archive del British Film Institute, uno de los archivos de cine y televisión más grandes del mundo, que fue generosamente dotado por el difunto John Paul Getty.

## Geografía
Según la Oficina Nacional de Estadística británica, Berkhamsted tiene una superficie de 12,78 km².

## Demografía

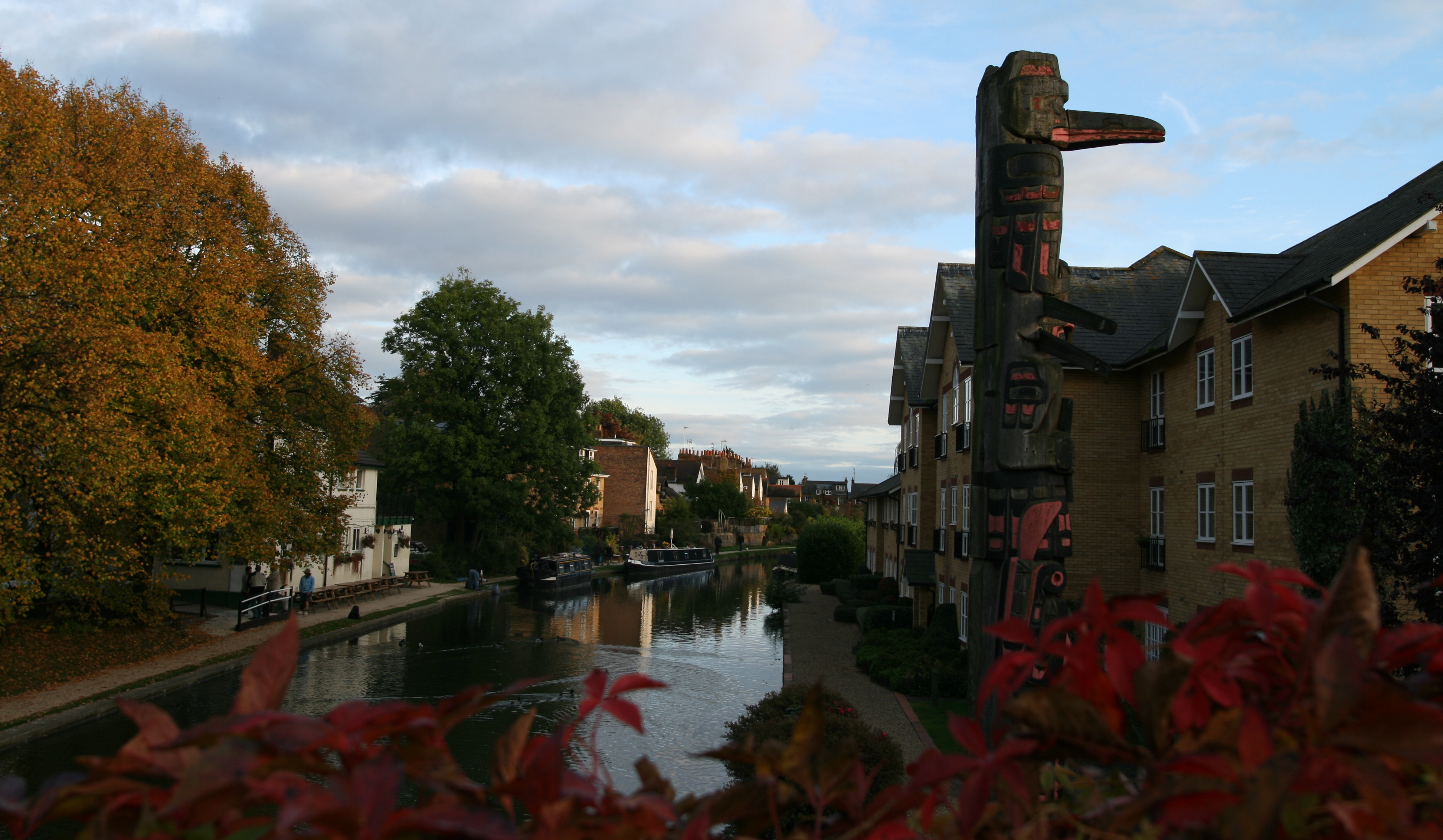
Totem Pole Berkhamsted

Según el censo de 2001, Berkhamsted tenía 16498 habitantes (48,51% varones, 51,49% mujeres) y una densidad de población de 1290,92 hab/km². El 20,98% eran menores de 16 años, el 71,95% tenían entre 16 y 74, y el 7,07% eran mayores de 74. La media de edad era de 38,74 años. Del total de habitantes con 16 o más años, el 25,33% estaban solteros, el 60,39% casados, y el 14,28% divorciados o viudos. El 91,62% de los habitantes eran originarios del Reino Unido. El resto de países europeos englobaban al 2,89% de la población, mientras que el 5,49% había nacido en cualquier otro lugar. Según su grupo étnico, el 97,21% eran blancos, el 1,08% mestizos, el 0,85% asiáticos, el 0,24% negros, el 0,38% chinos, y el 0,21% de cualquier otro. El cristianismo era profesado por el 72,64%, el budismo por el 0,25%, el hinduismo por el 0,48%, el judaísmo por el 0,44%, el islam por el 0,36%, el sijismo por el 0,07%, y cualquier otra religión por el 0,28%. El 17,87% no eran religiosos y el 7,6% no marcaron ninguna opción en el censo. Había 6810 hogares con residentes, 161 vacíos, y 31 eran alojamientos vacacionales o segundas residencias.